# Marisha Ray
Marisha Ray (Louisville, 10 de maio de 1989) é uma dubladora, apresentadora, e produtora estadunidense. Nos jogos eletrônicos, ela dublou Margaret em Persona 4 Arena Ultimax e Persona Q, Laura S. Arseid em The Legend of Heroes: Trails of Cold Steel, e Miranda em Metal Gear: Survive. Ela é mais conhecida por co-criar a websérie de Dungeons & Dragons Critical Role, interpretando as personagens Keyleth e Beauregard nas campanhas, e posteriormente por co-criar a Critical Role Productions, empresa que passou produzir a série e outros shows relacionados.

## Biografia
Aos 12 anos de idade, Marisha Ray começou a atuar na Actors Theatre of Louisville.
Em 24 de outubro de 2016, Ray anunciou estar noiva de seu colega dublador e co-estrela de Critical Role, Matthew Mercer.(1:10:00) Eles casaram em 21 de outubro de 2017.[carece de fontes?]

## Carreira
Ray produziu uma série de fã da Batgirl em 2012, chamada Batgirl: Spoiled, na qual ela interpretou a protagonista. Em 2015, começou a co-estrelar na websérie Critical Role, produzida pelo Geek & Sundry, na qual se juntou a outros colegas dubladores para jogar Dungeons & Dragons. Seu personagem na primeira campanha foi Keyleth, para a qual ela criou uma playlist para representar sua jornada. Ela começou a se envolver com outros shows do Geek & Sundry, incluindo apresentação, atuação, e produção, chegando a ser apontada como diretora de criação do canal. Entretanto, ela entregou o cargo em junho de 2018, quando co-criou e assumiu o cargo de diretora de criação da Critical Role Productions.

## Filmografia

### Dublagens
| Ano  | Título                                        | Papel                        | Obs | Fonte        |
| ---- | --------------------------------------------- | ---------------------------- | --- | ------------ |
| 2014 | Persona 4: Arena Ultimax                      | Margaret                     |     | [ 13 ] [ 5 ] |
| 2014 | Persona Q: Shadow of the Labyrinth            | Margaret                     |     | [ 13 ] [ 5 ] |
| 2015 | Metal Gear Solid V: The Phantom Pain          | Soldado Diamond Dog          |     | [ 13 ] [ 5 ] |
| 2015 | Persona 4: Dancing All Night                  | Margaret                     |     | [ 13 ] [ 5 ] |
| 2015 | Star Wars: Battlefront                        | Stormtrooper                 |     | [ 5 ]        |
| 2015 | The Legend of Heroes: Trails of Cold Steel    | Laura S. Arseid              |     | [ 14 ]       |
| 2016 | The Legend of Heroes: Trails of Cold Steel II | Laura S. Arseid              |     | [ 14 ]       |
| 2016 | Fire Emblem: Fates                            | Mikoto, Effie, Oboro         |     | [ 13 ] [ 5 ] |
| 2017 | Fire Emblem Heroes                            | Shanna, Oboro, Effie, Mikoto |     | [ 14 ]       |
| 2017 | Fire Emblem Warriors                          | Oboro                        |     | [ 14 ]       |
| 2017 | Friday the 13th: The Game                     | AJ Mason                     |     | [ 14 ]       |
| 2018 | Pillars of Eternity II: Deadfire              | Keyleth, Maia Rua            |     | [ 14 ]       |

### Live-action
| Ano           | Título        | Papel | Obs                                   | Fonte        |
| ------------- | ------------- | --- | ------------------------------------- | ------------ |
| 2015-presente | Critical Role | - Keyleth (Campanha 1 - Vox Machina) - Beauregard Lionett (Campanha 2 - The Mighty Nein) - Laudna (Campanha 3) | Websérie de role-playing, co-criadora | [ 5 ] [ 15 ] |
| 2016-presente | Talks Machina | Participação                                                                                                   | Websérie                              | [ 16 ]       |